# Eremobastis
Eremobastis là một chi bướm đêm thuộc họ Noctuidae.

## Loài
- Eremobastis fulva (Rothschild, 1914)